# God's Own Medicine
Albums de The Mission
Children
(1988)
Singles
1. Stay With Me
Sortie : octobre 1986
2. Wasteland
Sortie : janvier 1987
3. Severina
Sortie : mars 1987

God's Own Medicine (orthographié Gods Own Medicine sur la pochette) est le premier album studio du groupe de rock britannique The Mission sorti en novembre 1986.
Il se place 14e dans le classement des ventes au Royaume-Uni où il est certifié disque d'argent. Les trois singles qui en sont extraits ont aussi les honneurs des charts britanniques, notamment Wasteland qui atteint la 11e place du UK Singles Chart.

## Musiciens
- Wayne Hussey – chant, guitares
- Simon Hinkler (en) – guitares
- Craig Adams (en) – basse
- Mick Brown – batterie

Musicien additionnels
- Julianne Regan (en) créditée sous le nom Julianne (Queen Eve) - chant additionnel
- Adam Peters - arrangements cordes

## Liste des titres
Paroles écrites par Wayne Hussey, musique composée par Craig Adams, Mick Brown, Simon Hinkler et Wayne Hussey
| No  | Titre                         | Durée |
| --- | ----------------------------- | ----- |
| 1.  | Wasteland                     | 5:42  |
| 2.  | Bridges Burning               | 4:08  |
| 3.  | Garden of Delight (Hereafter) | 3:42  |
| 4.  | Stay With Me                  | 4:37  |
| 5.  | Blood Brother                 | 5:16  |
| 6.  | Let Sleeping Dogs Die         | 5:53  |
| 7.  | Sacrilege                     | 4:45  |
| 8.  | Dance on Glass                | 5:10  |
| 9.  | And the Dance Goes On         | 4:10  |
| 10. | Severina                      | 4:15  |
| 11. | Love Me to Death              | 4:38  |
| 12. | Island in a Stream            | 5:25  |

Notes
L'édition vinyle originale ne contient pas les chansons Blood Brother et Island in a Stream qui n'apparaissent que sur les éditions CD et cassette audio.
La réédition CD de 2007 propose trois titres bonus: Wishing Well, qui est une reprise du groupe Free, Wasteland (Anniversary mix) et Severina (Aqua-Marina mix). En outre, une intro musicale est ajoutée à chanson Love Me to Death.

## Classements hebdomadaires
| Classement (1986-1987)                | Meilleure position |
| ------------------------------------- | ------------------ |
| Allemagne (Media Control AG)          | 59                 |
| États-Unis (Billboard 200)            | 108                |
| Royaume-Uni (Official Charts Company) | 14                 |
| Suède (Sverigetopplistan)             | 30                 |

## Certifications
| Pays              | Certification | Unités certifiées |
| ----------------- | ------------- | ----------------- |
| Royaume-Uni (BPI) | Argent        | 60 000            |